# Байка (тканина)
Ба́йка, ба́я (від пол. baja, bajka < н.-нім. baie < ст.-фр. baie, boie < лат. badius, baius — «коричневий») — ворсиста м'яка щільна бавовняна або вовняна і напіввовняна тканина.

## Придатність
З бавовняної байки шиють теплу білизну, жіночий та дитячий одяг, піжами і домашній одяг. Вовняну байку використовують для пошиття демісезонного пальто і виготовлення легких ковдр.

## Історія
З'явилася у Росії на початку XVIII століття; спочатку як вовняна тканина коричневого кольору (звідси назва), потім напіввовняна. Потім байку стали фарбувати в різні кольори; тканина йшла на хустки, ковдри і підкладки каптанів.